# Silez (Scheptyzkyj)
Silez (ukrainisch Сілець; russisch Селец Selez, polnisch Sielec) ist ein Dorf im Norden der ukrainischen Oblast Lwiw mit etwa 3400 Einwohnern (2012) und einer Fläche von 8,87 km².

## Geografie
Am 12. Juni 2020 wurde Silez ein Teil der neu gegründeten Stadtgemeinde Tscherwonohrad im Rajon Tscherwonohrad (2024 umbenannt in Scheptyzkyj). Bis dahin war er die einzige Ortschaft der gleichnamigen Landratsgemeinde im Süden des Rajon Sokal.
Das Dorf liegt an der Mündung der 34 km langen Bolotnja (Болотня) in die Rata, einem linken Nebenfluss des Westlichen Bugs, 3 km westlich der Stadt Sosniwka, 25 km südlich vom ehemaligen Rajonzentrum Sokal und 64 km nördlich vom Oblastzentrum Lwiw.
Durch die Ortschaft verläuft die Regionalstraße P–15.

## Geschichte
Das erstmals 1665 schriftlich erwähnte Dorf  gehörte bis 1772 zur Woiwodschaft Bełz in der Adelsrepublik Polen und im Anschluss bis 1918 zum österreichischen Galizien. Nach dem Ersten Weltkrieg kam das Dorf zur Zweiten Polnischen Republik und war dort bis 1934 eine selbständige Gemeinde. Anschließend gehörte das Dorf bis 1939 zur Gmina Parchacz in der Powiat Sokal der Woiwodschaft Lwów. Im Zweiten Weltkrieg war Silez von September 1939 bis Sommer 1941 von der Sowjetunion und dann bis 1944 von Deutschland besetzt. Von 1944 bis 1991 war der Ort Bestandteil der Ukrainischen SSR und 1991 wurde Silez Teil der unabhängig gewordenen Ukraine.